# العلاقات الأمريكية البولندية
العلاقات بين بولندا والولايات المتحدة، المعروفة أيضًا باسم العلاقات البولندية الأمريكية، هي العلاقات الثنائية الدبلوماسية والاجتماعية والاقتصادية والثقافية بين بولندا والولايات المتحدة.
بدأت العلاقات الرسمية على الصعيد الدبلوماسي في عام 1919، بعد أن رسخت بولندا نفسها كجمهورية بعد 123 عامًا من خضوعها لحكم أجنبي عقب تقسيم بولندا. مع ذلك، فإن العلاقات مع الولايات المتحدة تعود إلى القرن السابع عشر، عندما كان الكمنولث البولندي الليتواني أحد أكبر القوى العظمى في أوروبا، وعندما هاجر العديد من البولنديين إلى المستعمرات الثلاث عشرة. أثناء الحرب الثورية الأميركية، ساهم القائدان العسكريان البولنديان تاديوش كوسيوسكو وكازيمير بولاسكي إلى حد كبير في القضية الوطنية، مع تحول كوسيوسكو إلى بطل وطني في أمريكا. منذ عام 1989، ظلت العلاقات البولندية الأمريكية قوية، وظلت بولندا واحدة من أكبر الحلفاء الأوروبيين للولايات المتحدة، وهي جزء من كل من منظمة حلف شمال الأطلسي والاتحاد الأوروبي. هناك تقدير ثقافي قوي بين الشعبين (بولونوفيليا). وفقًا لوزارة خارجية الولايات المتحدة، لا تزال بولندا «حليفًا قويًا» و«واحدًا من أقوى الشركاء القاريين في تعزيز الأمن والرخاء في جميع أنحاء أوروبا والعالم». كانت بولندا أيضًا واحدة من أربع دول مشاركة في حرب العراق التي قادتها الولايات المتحدة في عام 2003.
بالإضافة إلى العلاقات التاريخية الوثيقة، فإن بولندا حاليًا واحدة من أكثر الدول دعمًا للولايات المتحدة في أوروبا والعالم، إذ ينظر 79% من البولنديين إلى الولايات المتحدة بشكل إيجابي، وذلك في عام 2002، وبلغت النسبة 67% في عام 2013. وفقًا لتقرير القيادة العالمية للولايات المتحدة لعام 2012، يوافق 36% من البولنديين على القيادة في الولايات المتحدة، في حين رفض 30% من البولنديين القيادة ولم يكن 34% منهم على يقين من موقفهم منها. وفي استطلاع للرأي أجرته هيئة الإذاعة البريطانية بي بي سي عام 2013، يرى 55% من البولنديين أن الولايات المتحدة لها تأثير إيجابي، وهو أعلى تقدير لأي دولة أوروبية شملها الاستطلاع.

## قبل القرن العشرين
رغم أن تقسيم بولندا، الذي محا الدولة البولندية من الخريطة في عام 1795، منع إقامة علاقات دبلوماسية رسمية بين بولندا والدولة الأميركية الجديدة لفترة طويلة، فإن بولندا، التي أصدرت ثاني أقدم دستور في العالم في عام 1791، كانت تعتبر دائمًا الولايات المتحدة دولة لها تأثير إيجابي، وحتى في القرن الثامن عشر، أصبحت شخصيات بولندية مهمة مثل تاديوش كوسيوسكو وكازيمير بولاسكي مشاركة بشكل وثيق في صناعة تاريخ الولايات المتحدة. كان هايم سالومون، يهودي بولندي، الممول الرئيسي للجانب الأميركي أثناء الحرب الثورية الأميركية ضد بريطانيا. هاجر أيضًا عدد كبير من البولنديين إلى الولايات المتحدة خلال القرن التاسع عشر، مشكِّلين جالية كبيرة من الأمريكيين البولنديين في المراكز الحضرية مثل شيكاغو.

## مقارنة بين البلدين
هذه مقارنة عامة ومرجعية للدولتين:
| وجه المقارنة                                              | الولايات المتحدة                                                                                                  | بولندا                                                                             |
| --------------------------------------------------------- | --- | ---------------------------------------------------------------------------------- |
| المساحة (كم2)                                             | 9.83 مليون | 312.68 ألف                                                                         |
| عدد السكان (نسمة)                                         | 311.58 مليون | 38.43 مليون                                                                        |
| الكثافة السكانية (ن./كم²)                                 | 31.7 | 122.91                                                                             |
| العاصمة                                                   | واشنطن العاصمة | وارسو                                                                              |
| اللغة الرسمية                                             | لغة إنجليزية | اللغة البولندية                                                                    |
| العملة                                                    | دولار أمريكي | زلوتي بولندي                                                                       |
| الناتج المحلي الإجمالي (بليون دولار)                      | 19.39 تريليون | 524.51 مليار                                                                       |
| الناتج المحلي الإجمالي (تعادل القوة الشرائية) بليون دولار | 18.04 تريليون | 1.02 تريليون                                                                       |
| الناتج المحلي الإجمالي الاسمي للفرد دولار أمريكي          | 56.12 ألف | 12.55 ألف                                                                          |
| الناتج المحلي الإجمالي للفرد دولار أمريكي                 | 54.63 ألف | 26.14 ألف                                                                          |
| مؤشر التنمية البشرية                                      | 0.920 | 0.843                                                                              |
| رمز المكالمات الدولي                                      | +1 | +48                                                                                |
| رمز الإنترنت                                              | .us، حكومة، .mil، Edu.                                                                                            | .pl                                                                                |
| المنطقة الزمنية                                           | توقيت ساموا الأمريكية، توقيت أطلنطي موحد، منطقة زمنية وسطى، توقيت ألاسكا ‏، المنطقة الزمنية الجبلية، توقيت تشامرو ‏ | توقيت وسط أوروبا، ت ع م+01:00، ت ع م+02:00، أوروبا/وارسو ‏، توقيت وسط أوروبا الصيفي |

## مدن متوأمة
في ما يلي قائمة باتفاقيات التوأمة بين مدن أمريكية وبولندية:
- ترتبط هارتفورد مع بيدغوشتش باتفاقية توأمة.
- ترتبط شيكاغو مع وارسو باتفاقية توأمة منذ 2004.[14][14][14][14]
- ترتبط وينونا مع Bytów [الإنجليزية]‏ باتفاقية توأمة.
- ترتبط غراند رابيدز مع بييلسكو فيالا باتفاقية توأمة.
- ترتبط فلنسبورغ مع سووبسك باتفاقية توأمة.
- ترتبط كولومبيا هايتس مع Łomianki [الإنجليزية]‏ باتفاقية توأمة.
- ترتبط إيري مع لوبلين باتفاقية توأمة.
- ترتبط ميلواكي مع بياويستوك باتفاقية توأمة منذ 1997.
- ترتبط موسكاتاين مع لومزا باتفاقية توأمة.
- ترتبط فلينت مع كيلسي باتفاقية توأمة منذ 17 يونيو 1992.
- ترتبط كامبريدج مع كراكوف باتفاقية توأمة.
- ترتبط كليفلاند مع غدانسك باتفاقية توأمة منذ 1975.
- ترتبط تشارلوت مع فروتسواف باتفاقية توأمة.
- ترتبط توليدو مع بوزنان باتفاقية توأمة.
- ترتبط داهلونغا مع Myślenice [الإنجليزية]‏ باتفاقية توأمة.
- ترتبط سان فرانسيسكو مع كراكوف باتفاقية توأمة منذ 1970.
- ترتبط برلينغتون مع إيلك باتفاقية توأمة.
- ترتبط فاونتن هيلز مع زاموشتش باتفاقية توأمة منذ 28 يونيو 2014.[15]
- ترتبط سياتل مع غدينيا باتفاقية توأمة منذ 1981.[16][16][16][16]
- ترتبط نايلز مع Limanowa [الإنجليزية]‏ باتفاقية توأمة.
- ترتبط نوكسفيل مع تشيلم باتفاقية توأمة منذ 7 أبريل 1998.
- ترتبط فيلادلفيا مع تورون باتفاقية توأمة منذ 1986.[17][17][17][17]
- ترتبط سانت لويس مع شتشين باتفاقية توأمة منذ 1960.
- ترتبط برونسون مع Moryń [الإنجليزية]‏ باتفاقية توأمة.
- ترتبط شيكاغو هايتس مع Wadowice [الإنجليزية]‏ باتفاقية توأمة.
- ترتبط أورورا مع جلونا غورا باتفاقية توأمة.
- ترتبط فورت واين مع بوتسك باتفاقية توأمة منذ 1992.
- ترتبط سان دييغو مع وارسو باتفاقية توأمة منذ 1976.[18][18][18][18]
- ترتبط بروكلين مع غدينيا باتفاقية توأمة.
- ترتبط نيو بريتن مع Gmina Pułtusk [الإنجليزية]‏ باتفاقية توأمة.
- ترتبط روتشستر مع كراكوف باتفاقية توأمة منذ 1964.
- ترتبط ستيفنز بوينت مع Gulcz [الإنجليزية]‏ باتفاقية توأمة.
- ترتبط موبيل مع كاتوفيتسه باتفاقية توأمة.
- ترتبط ساوث بند مع تشيستوخوفا باتفاقية توأمة.
- ترتبط ريتشموند مع أولشتين باتفاقية توأمة منذ 1 يونيو 1995.[19]
- ترتبط روانوك مع أوبولي باتفاقية توأمة منذ 30 نوفمبر 1993.

## منظمات دولية مشتركة
يشترك البلدان في عضوية مجموعة من المنظمات الدولية، منها:
| علم المنظمة | اسم المنظمة                        | تاريخ انضمام الولايات المتحدة | تاريخ انضمام بولندا |
| ----------- | ---------------------------------- | ----------------------------- | ------------------- |
|             | الوكالة الدولية للطاقة             | ?                             | 25 سبتمبر 2008      |
|             | وكالة ضمان الاستثمار متعدد الأطراف | 12 أبريل 1988                 | 29 يونيو 1990       |
|             | الاتحاد الدولي للاتصالات           | 1 يوليو 1908                  | 1921                |
|             | يونسكو                             | 4 نوفمبر 1946                 | 6 نوفمبر 1946       |
|             | الأمم المتحدة                      | 24 أكتوبر 1945                | 24 أكتوبر 1945      |
|             | مؤسسة التمويل الدولية              | 20 يوليو 1956                 | 29 ديسمبر 1987      |
|             | منظمة الشرطة الجنائية الدولية      | ?                             | ?                   |
|             | مركز تنسيق الحركة في أوروبا ‏       | ?                             | ?                   |
|             | الاتحاد البريدي العالمي            | ?                             | 1 مايو 1919         |
|             | منظمة حظر الأسلحة الكيميائية       | ?                             | ?                   |
|             | Strategic Airlift Capability ‏      | ?                             | ?                   |
|             | اتفاقية السماوات المفتوحة          | ?                             | ?                   |
|             | منظمة التجارة العالمية             | ?                             | 1 يوليو 1995        |
|             | منظمة الأمن والتعاون في أوروبا     | 25 يونيو 1973                 | 25 يونيو 1973       |
|             | نظام تحكم تكنولوجيا القذائف        | 1987                          | 1998                |
|             | مجموعة الموردين النوويين           | ?                             | ?                   |
|             | منظمة التعاون الاقتصادي والتنمية   | ?                             | 22 نوفمبر 1996      |
|             | صندوق النقد الدولي                 | ?                             | ?                   |
|             | البنك الدولي للإنشاء والتعمير      | 27 ديسمبر 1945                | 27 يونيو 1986       |
|             | مؤسسة التنمية الدولية              | 24 سبتمبر 1960                | 28 أكتوبر 1960      |
|             | حلف شمال الأطلسي                   | 4 أبريل 1949                  | 12 مارس 1999        |
|             | المنظمة الهيدروغرافية الدولية      | ?                             | ?                   |
|             | مجموعة أستراليا                    | 1985                          | 1994                |
|             | الفريق المعني برصد الأرض           | ?                             | ?                   |

## أعلام
هذه قائمة لبعض الشخصيات التي تربطها علاقات بالبلدين:
- أدريان برودي (ممثل أمريكي، 14 أبريل 1973[34] – )
- إمينيم (إمينيم، 17 أكتوبر 1972[35][36] – )
- تشارلز برونسون (3 نوفمبر 1921 – 30 أغسطس 2003[37][38][39])
- تشيسلاف ميلوش (30 يونيو 1911[40][41][42] – 14 أغسطس 2004[40][41][42])
- جرترود إليون (23 يناير 1918[43][44][45] – 21 فبراير 1999[43][44][45])
- دايفيد كوبرفيلد (16 سبتمبر 1956[46][47][48] – )
- ستيف وزنياك (مؤسس شركة ابل، 11 أغسطس 1950[49][50][51] – )
- غلوريا سوانسون (ممثلة أمريكية، 27 مارس 1899[52][53][54] – 4 أبريل 1983[52][54][55])
- فرانك ويلكزك (15 مايو 1951[56][57] – )
- كريستين بيل (18 يوليو 1980[58][59] – )
- كشا (1 مارس 1987[60] – )
- ليف تايلر (1 يوليو 1977[61] – )
- مارلين مانسن (5 يناير 1969[62] – )
- ميغ رايان (19 نوفمبر 1961[63][64] – )
- نيكولاس كيج (ممثل أمريكي، 7 يناير 1964[65][66][67] – )

## معرض صور

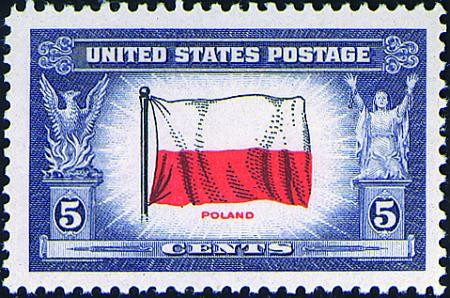
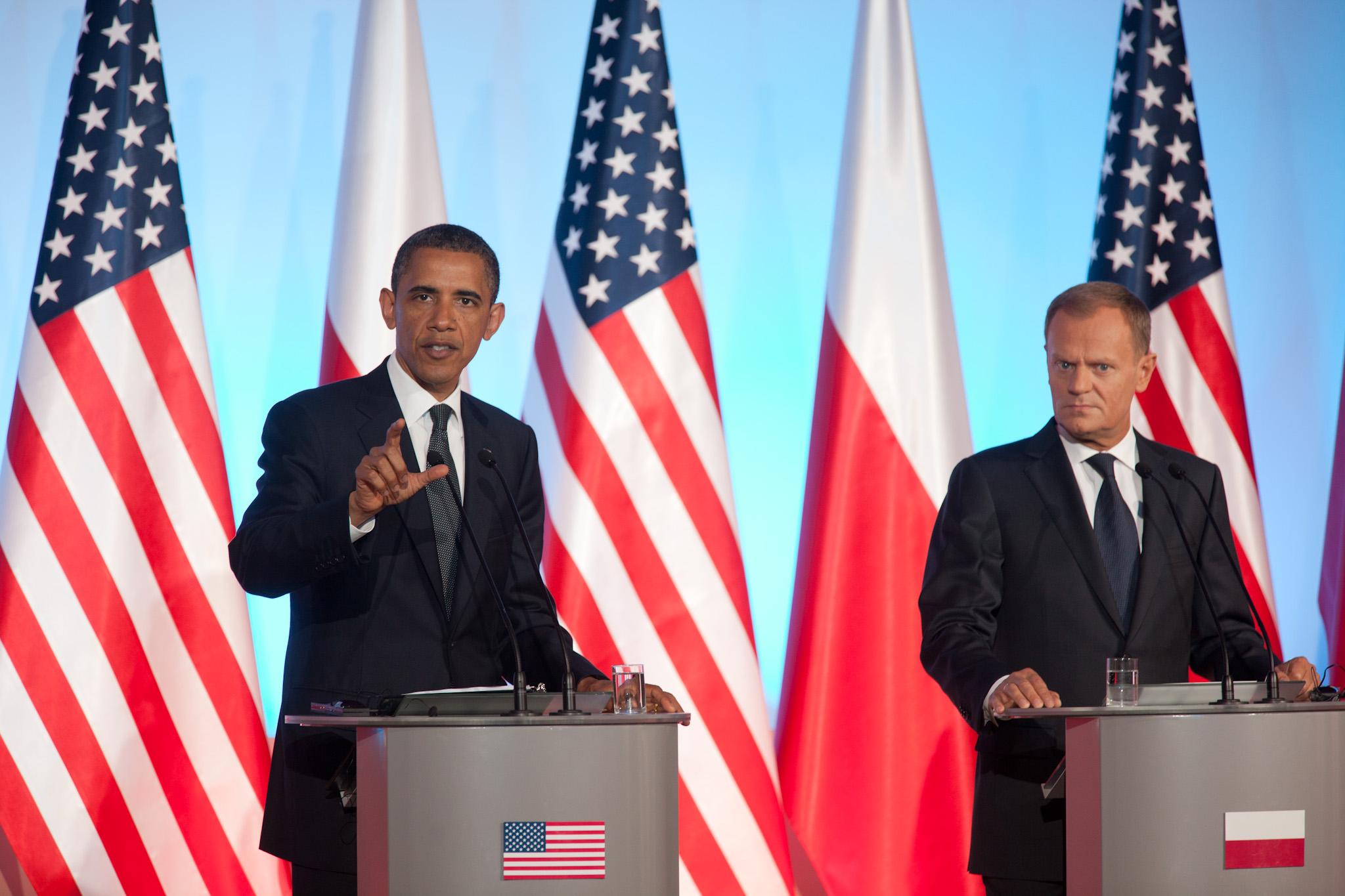
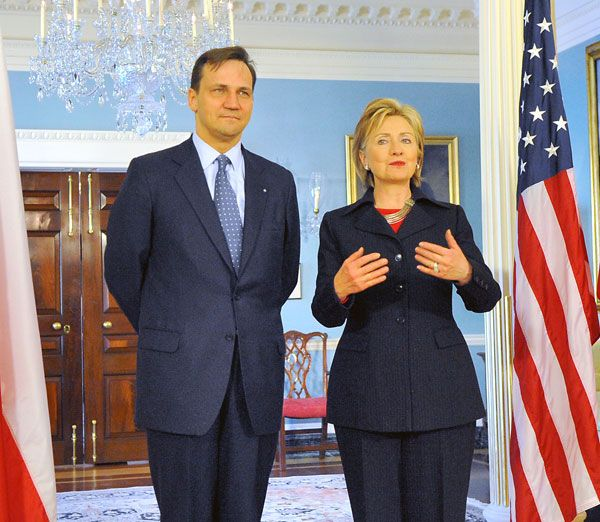
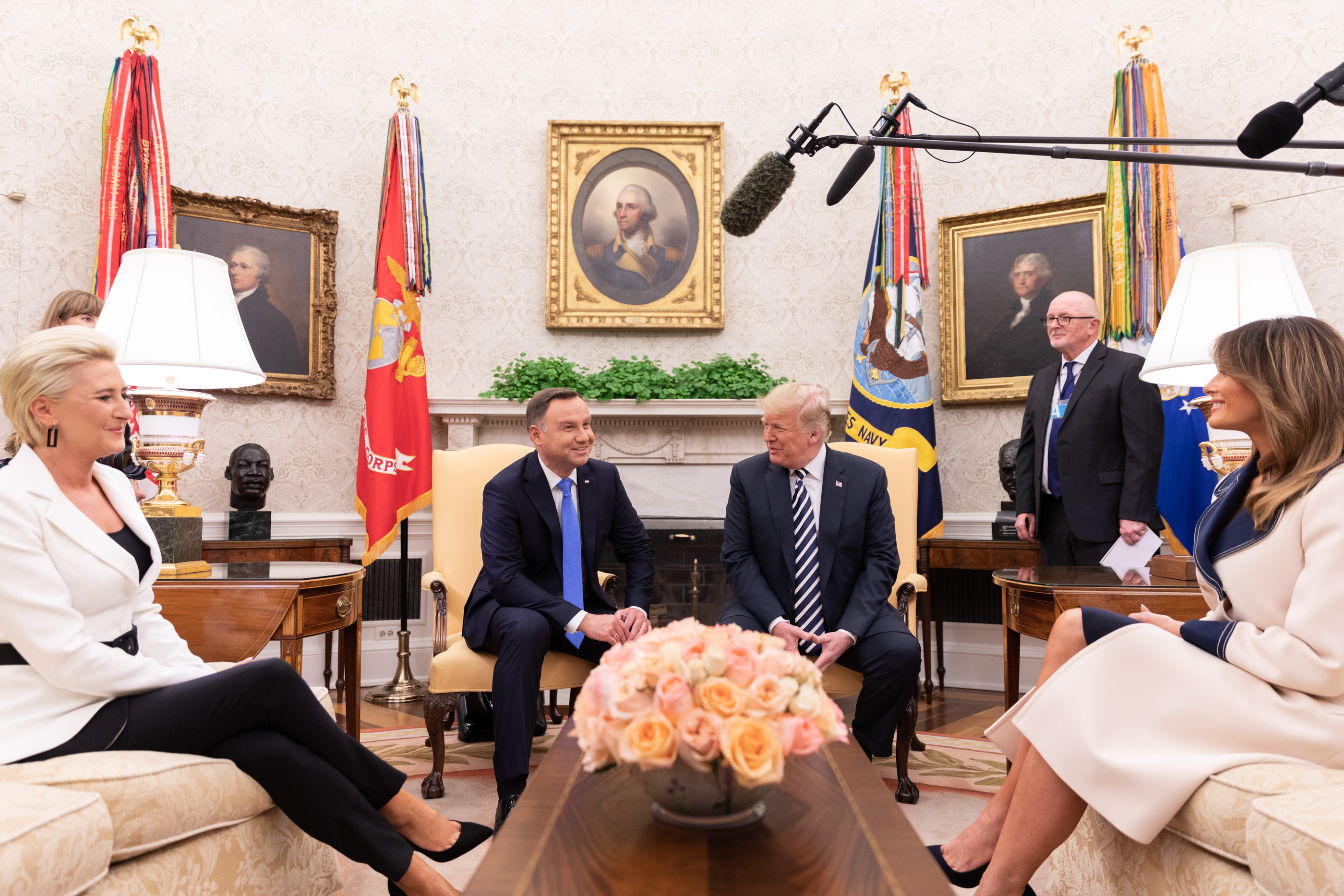
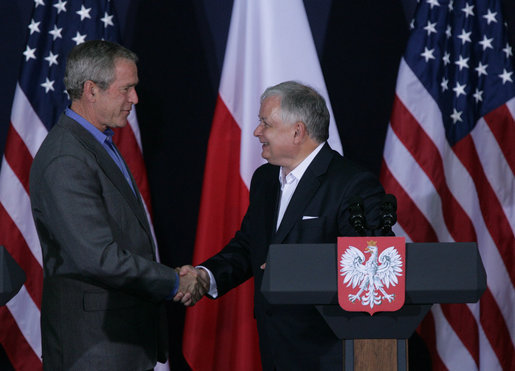

## وصلات خارجية
- موقع وزارة الخارجية الأمريكية
- موقع وزارة الخارجية البولندية